# Val-de-Reuil
Val-de-Reuil – miejscowość i gmina we Francji, w regionie Normandia, w departamencie Eure. Przez miejscowość przepływa Sekwana. 
Według danych na rok 1990 gminę zamieszkiwały 11 373 osoby, a gęstość zaludnienia wynosiła 411 osób/km² (wśród 1421 gmin Górnej Normandii Val-de-Reuil plasuje się na 20. miejscu pod względem liczby ludności, natomiast pod względem powierzchni na miejscu 17.).